# Nave ausiliaria

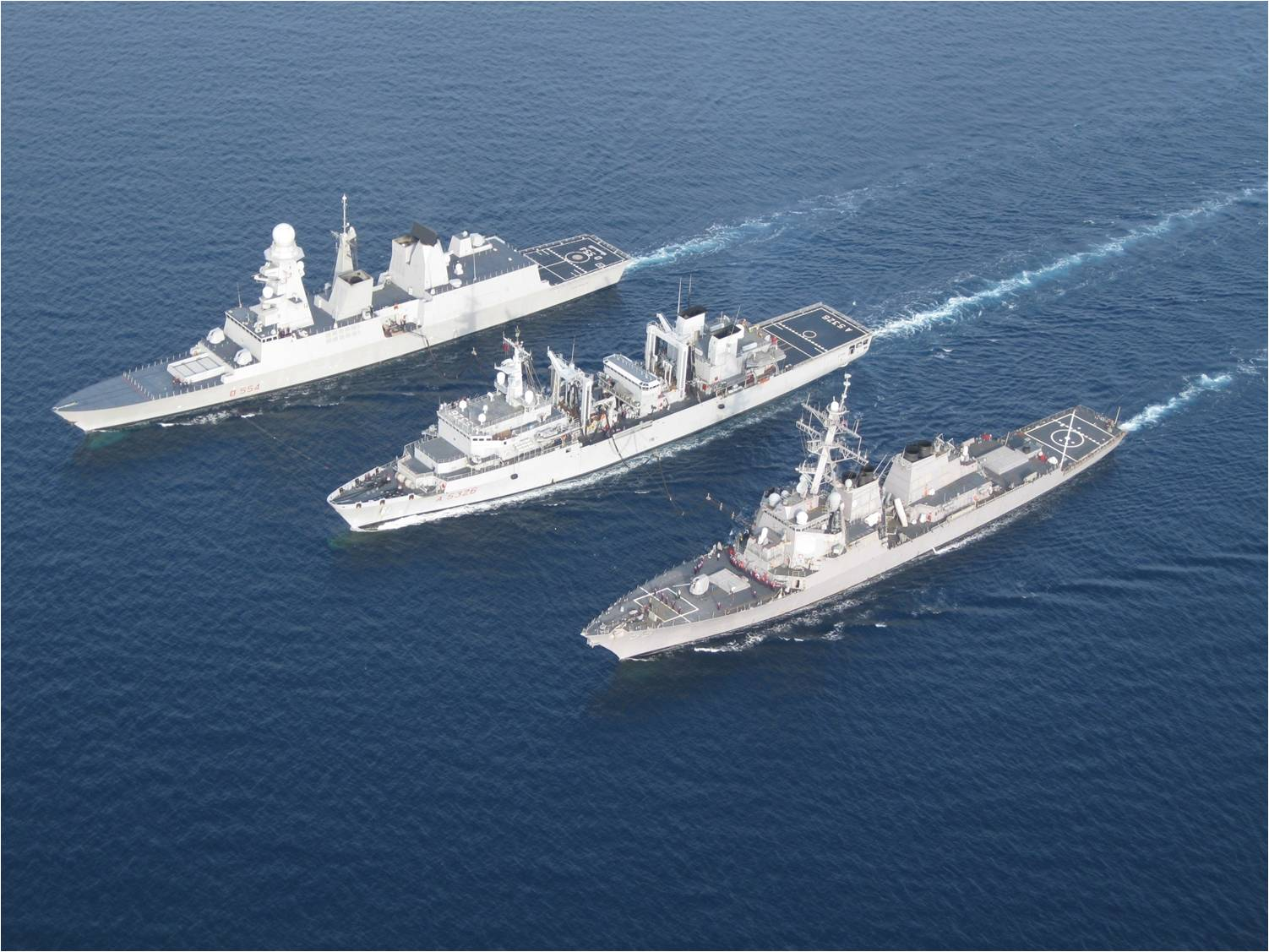
Rifornimento bilaterale di Nave Etna con Nave Duilio e USS Stout

La nave ausiliaria è una unità navale militare progettata per svolgere uno o più compiti di supporto sia alle navi da guerra sia nelle operazioni navali in generale. In questo senso le ausiliarie non sono navi da combattimento nel senso stretto del termine anche se mantengono un armamento di difesa. Questi mezzi navali, che possono comprendere anche diverse tipologie di navi, svolgono un ruolo fondamentale nelle Marine di ogni grandezza, in quanto dipende da loro l'efficienza generale della flotta, in molti casi schierata lontano dai porti nazionali. La composizione e le dimensioni della flotta delle ausiliarie dipende dalla grandezza della Marina e dalla missione principale della stessa. Così nelle Marine di piccole dimensioni che svolgono principalmente compiti di controllo delle acque territoriali le dimensioni e i compiti delle ausiliare saranno molto diversi da quelli delle Marine più grandi che hanno flotte pensate per operare, e per lunghi periodi, in acque lontane.

## Ruoli

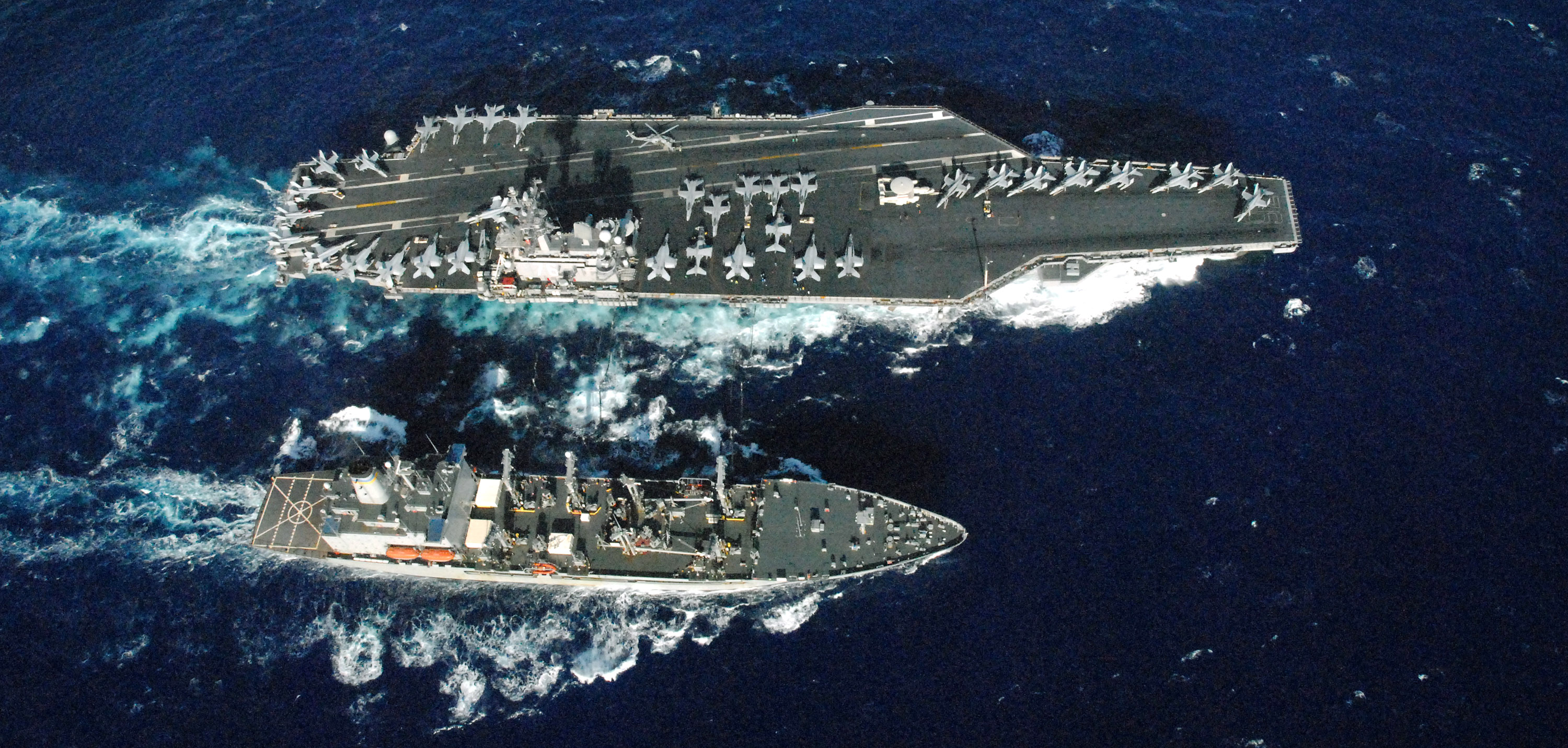
Rifornimento in mare tra la portaerei classe Nimitz USS Ronald Reagan (CVN 76) ed il rifornitore USNS Pecos (T-AO-197), 15 febbraio 2007

I principali ruoli dalle navi ausiliarie, spesso svolti da navi specializzate e appositamente costruite, sono i seguenti:
- rifornimento: fornire supporto logistico alla flotta è il compito principale per il quale sono state create le navi ausiliarie che vengono quindi chiamate anche rifornitori di squadra. Queste trasportano il cibo, le munizioni, i ricambi, carburante, etc. necessari al mantenimento dell'efficienza delle unità maggiori. I rifornimenti vengono spesso effettuati in mare aperto con elicotteri (di norma ogni unità è dotata di ponte di volo), teleferiche o tubi per il carburante. Esempi di questa tipologia sono la classe Etna della marina italiana, la classe Berlin della Deutsche Marine, o la classe Berezina della ex marina sovietica.

Svolgono questo compito navi specifiche, come le petroliere per il carburante e, ai tempi del vapore, le carboniere. I tender sono invece delle navi ausiliarie che hanno come compito principale quello di fornire supporto alla unità navali minori o ai sommergibili, fungendo da base mobile.
- trasporto: sia dei materiali necessari alla flotta che di quelli utilizzati durante le operazioni navali o anfibie. Compito svolto anche da navi cargo civili. In questa categoria rientrano anche le navi porta munizioni, che nella US Navy erano considerate una categoria apposita nel registro USNS, precisamente Ammunition Ships (AE), quindi identificate dalla sigla T-AE e numero progressivo.
- Riparazioni: in molti casi le navi ausiliarie sono attrezzate, o specificatamente costruite, per fungere da nave officina in grado di riparare i danni subiti dalle unità da combattimento rendendo così più veloce il loro rientro in servizio (esempio la nave appoggio sottomarini USS Holland).
- movimentazione in porto: permettono di movimentare le navi nei porti (rimorchiatori) e di mantenere efficiente lo stesso.
- ricerca: il compito principale di queste navi è quello di fornire una migliore comprensione, con attività di ricerca scientifica o di sorveglianza, dell'ambiente operativo a vantaggio delle unità maggiori.